# Grzbiet Wschodnioindyjski
Grzbiet Wschodnioindyjski – grzbiet podmorski, położony we wschodniej części Oceanu Indyjskiego. Ciągnie się wzdłuż 90°E (stąd angielska nazwa Ninety East Ridge), na długości około 5800 kilometrów, między 17° N a 34° S. Jego średnia szerokość wynosi ok. 200 km. Oddziela położone na wschodzie baseny: Kokosowy i Zachodnioaustralijski od leżącego na zachodzie Basenu Środkowoindyjskiego.
Północna część grzbietu przykryta jest miąższymi dsadami podmorskiej delty Bengalu.
Zbudowany jest ze skał wulkanicznych – bazaltów.
Nie wiadomo jaka jest geneza grzbietu, czy jest to dawny, obecnie zamarły grzbiet śródoceaniczny związanym ze strefą spreadingu, czy też grzbiety powstały w wyniku przesuwania się płyty oceanicznej ponad tzw. "plamą gorąca".